# Powiat Nishi
Powiat Nishi (jap. 爾志郡 Nishi-gun) – powiat w Japonii, w prefekturze Hokkaido, w podprefekturze Hiyama. W 2024 roku liczył 3140 mieszkańców.

## Miejscowości
- Otobe